# Jens Pedersen (politiker, 1818-1892)
 For alternative betydninger, se Jens Pedersen. (Se også artikler, som begynder med Jens Pedersen)
Jens Pedersen (også skrevet Petersen, født 11. september 1818 i No ved Ringkøbing, 15. november 1892 i Sædding) var en dansk skolelærer og politiker.
Pedersen var gårdmandssøn fra No ved Ringkøbing. Han blev uddannet lærer ved Lyngby Seminarium fra 1838. Fra 1842 til 1888 var han skolelærer i Sædding i Sædding Sogn ved Skjern og blev boende i Sædding til sin død i 1892. I 1849 blev han suspenderet mistænkt for smugleri, men blev fuldstændigt frikendt for anklagen.
Pedersen var medlem af Den Grundlovgivende Rigsforsamling valgt i Ringkøbing Amts 5. distrikt (Skjern). Han stillede ikke op ved senere valg.